# Steyr AUG
Steyr AUG (în germană Armee Universal Gewehr – „pușca universală a armatei”) este o pușcă de asalt „bullpup” (cutia mecanismelor este amplasată în patul armei cu încărcătorul, aceasta având un profil mai compact și o țeavă mai lungă) de calibrul 5,56 mm, dezvoltată și construită de fabrica austriacă Steyr Mannlicher.

## Istorie
La sfârșitul anilor 1960, armata austriacă a evaluat experiența războiului din Vietnam și a început să dezvolte o carabină automată de mici dimensiuni. Carabina M16 nu a fost luată în considerare din cauza lipsurilor acestui model, astfel că s-a încercat dezvoltarea unui nou model. Sarcina proiectării i-a revenit maiorului Walter Stoll. Primul prototip a fost finalizat în 1970, dar arma avea multe neajunsuri și nu se putea considera încă un sistem cu adevărat bullpup. Mai târziu, neajunsurile au fost eliminate și carabina a fost definitivată în 1978 cu codul Stg 77. Arma s-a dovedit a fi populară și pe piețele străine, varianta semiautomată bucurându-se de apreciere în SUA.